# Felipe Silva (piłkarz)
Felipe de Oliveira Silva (ur. 28 maja 1990 w Piracicabie) – brazylijski piłkarz występujący na pozycji pomocnika.

## Kariera piłkarska
Junior Rio Branco FC i SE Palmeiras. Seniorską karierę rozpoczynał w 2008 roku w Rio Branco FC, w barwach którego występował wówczas w Campeonato Paulista Série A2. W 2009 roku grał w juniorach i rezerwach SE Palmeiras, rozegrał także jeden mecz w pierwszej drużynie – zremisowane (1:1) 28 czerwca spotkanie z Santos FC w ramach Campeonato Brasileiro Série A. Z Palmeirasu był wypożyczany do Rio Branco FC, EC Bahia, Olaria AC, Guarani FC i Mogi Mirim EC. W 2012 roku został zakupiony przez Atlético Paranaense. W tamtym sezonie awansował z Atlético do Campeonato Brasileiro Série A, w barwach tego klubu występował także w Copa Libertadores w 2014 roku. Od 2014 roku był wypożyczany do Figueirense FC, AA Ponte Preta i Ceará SC. W 2017 roku przeszedł do Sanfrecce Hiroszima, występując w tym klubie przez dwa lata. W J1 League rozegrał 25 meczów, debiutując 25 lutego 2017 roku w zremisowanym 1:1 spotkaniu z Albirexem Niigata. W 2019 roku przeszedł na zasadzie wolnego transferu do Ceará SC. W połowie 2021 roku został piłkarzem Associação Chapecoense de Futebol. Od stycznia do kwietnia 2022 roku grał w AA Internacional, po czym pozostał bez klubu.

## Statystyki ligowe
| Sezon    | Klub                              | Liga                          | Mecze | Gole |
| -------- | --------------------------------- | ----------------------------- | ----- | ---- |
| 2009     | SE Palmeiras                      | Campeonato Brasileiro Série A | 1     | 0    |
| 2010     | EC Bahia                          | Campeonato Brasileiro Série B | 2     | 0    |
| 2011     | Guarani FC                        | Campeonato Brasileiro Série B | 29    | 8    |
| 2012 (w) | SE Palmeiras                      | Campeonato Brasileiro Série A | 5     | 0    |
| 2012     | Atlético Paranaense               | Campeonato Brasileiro Série B | 18    | 0    |
| 2013     | Atlético Paranaense               | Campeonato Brasileiro Série A | 16    | 2    |
| 2014 (w) | Atlético Paranaense               | Campeonato Brasileiro Série A | 3     | 0    |
| 2014     | Figueirense FC                    | Campeonato Brasileiro Série A | 14    | 0    |
| 2015 (w) | Atlético Paranaense               | Campeonato Brasileiro Série A | 6     | 0    |
| 2015     | AA Ponte Preta                    | Campeonato Brasileiro Série A | 5     | 0    |
| 2016     | Ceará SC                          | Campeonato Brasileiro Série B | 33    | 5    |
| 2017     | Sanfrecce Hiroszima               | J1 League                     | 23    | 2    |
| 2018     | Sanfrecce Hiroszima               | J1 League                     | 2     | 0    |
| 2019     | Ceará SC                          | Campeonato Brasileiro Série A | 24    | 1    |
| 2020     | Ceará SC                          | Campeonato Brasileiro Série A | 7     | 0    |
| 2021     | Associação Chapecoense de Futebol | Campeonato Brasileiro Série A | 10    | 0    |